# Aarne Wuorimaa
Aarne Artur Wuorimaa, jusqu'en 1906 Aarne Artur Wuorimaa, (né le 8 février 1892 à Leivonmäki - mort le 5 juillet 1975 à Helsinki) est un diplomate finlandais,,.

## Biographie
Aarne Wuorimaa est le fils du pasteur et député Artur Oliver Wuorimaa et d'Anna Emilia Fabritius. En 1910, il entre à l'université et obtient une maîtrise en 1916.
Aarne Wuorimaa est intendant de l'armée de l'air finlandaise en 1918-1919, fonctionnaire au consulat général de Finlande à Londres en 1919 et représentant du gouvernement finlandais à la Croix-Rouge américaine quand elle agissait en Finlande de 1920 à 1921.
Il est assistant à l'ambassade de Finlande à Paris de 1921 à 1922, fonctionnaire au Secrétariat général de la Société des Nations de 1923 à 1925, et secrétaire de l'ambassade de Finlande à Paris de 1925 à 1928.
Aarne Wuorimaa est l'ambassadeur de Finlande à Tallinn en 1928–1933. Il est l'ambassadeur de Finlande en Allemagne nationale-socialiste de 1933 à 1940. Il est l'ambassadeur de Finlande à Budapest et à Sofia en 1940–1944, et par la suite en disponibilité et en retraite. 
Il sera de nouveau en service actif en tant que chef du département administratif du ministère des Affaires étrangères de 1950 à 1951 et en tant qu'ambassadeur à La Haye et à Lisbonne de 1951 à 1959.

## Départ de Rudolf Holsti
Le 7 novembre 1938, Aarne Wuorimaa rapporte au gouvernement finlandais que lors d'un dîner diplomatique tenu à Genève le 26 septembre 1938, le ministre des Affaires étrangères Rudolf Holsti avait insulté le gouvernement allemand et le chancelier Adolf Hitler à propos de la crise dans les Sudètes. Aarne Wuorimaa, qui était favorable à l'Allemagne, avait été informé par Ernst von Weizsäcker, secrétaire d'État au ministère allemand des Affaires étrangères, et il avait inclus la déclaration dans son rapport sans la vérifier lui-même à partir d'autres sources.
Rudolf Holsti a déclaré qu'il n'avait fait que traduire des extraits du discours tenu par Hitler le même jour à ses hôtes français lors du diner. À la suite de ce rapport, Rudolf Holsti dut démissionner le 16 novembre 1938 et fut remplacé par Eljas Erkko. Selon Max Jakobson, la démission de Rudolf Holst a été interprétée à Moscou comme une victoire allemande.